# José María Cabodevilla
José María Cabodevilla Sánchez (Tafalla, 18 de marzo de 1928 - Madrid, 17 de febrero de 2003) fue un sacerdote y teólogo español que se destacó por ser un hombre de letras prolífico, autor de treinta y cinco libros de ensayos, mayormente de temas de espiritualidad. Sobresalió por su uso de la paradoja y por sus aforismos, entre otros recursos literarios.
Entre sus obras cabe mencionar: Señora Nuestra (El misterio del hombre a la luz del misterio de María) [1956], Los artículos desarticulados [1957], Ecce Hommo [1960], 32 de diciembre (La muerte y después de la muerte) [1966], La impaciencia de Job (estudio sobre el sufrimiento humano) [1967], Discurso del padrenuestro [1972], Feria de utopías (Estudio sobre la felicidad humana) [1974], Las formas de felicidad son ocho (Comentario a las bienaventuranzas) [1984], Juego de la oca o guía de caminantes [1986], La jirafa tiene ideas muy elevadas (Para un estudio cristiano sobre el humor) [1989], El cielo en palabras terrenas [1990], La memoria es un árbol [1993], El padre del hijo pródigo [1999] y La sopa con tenedor (Tratado de las complicaciones humanas) [2001], entre otros.
Fue un hombre poco afecto a los honores. Se negó de forma consuetudinaria a ser propuesto como miembro de la Real Academia Española. Entre los reconocimientos que recibió José María Cabodevilla se cuenta el Premio «Bravo Especial» de 1993, concedido por la Comisión Episcopal de Medios de Comunicación Social de España. Antes fue votado para el Premio Nacional de Literatura de Ensayo Cultural "Menéndez y Pelayo" 1960 por su libro Hombre y mujer. Por el manejo de las paradojas y la sutileza de su expresión escrita, se ganó el apelativo de «Chesterton español».

## Su vida y personalidad

### Sus inicios y su formación

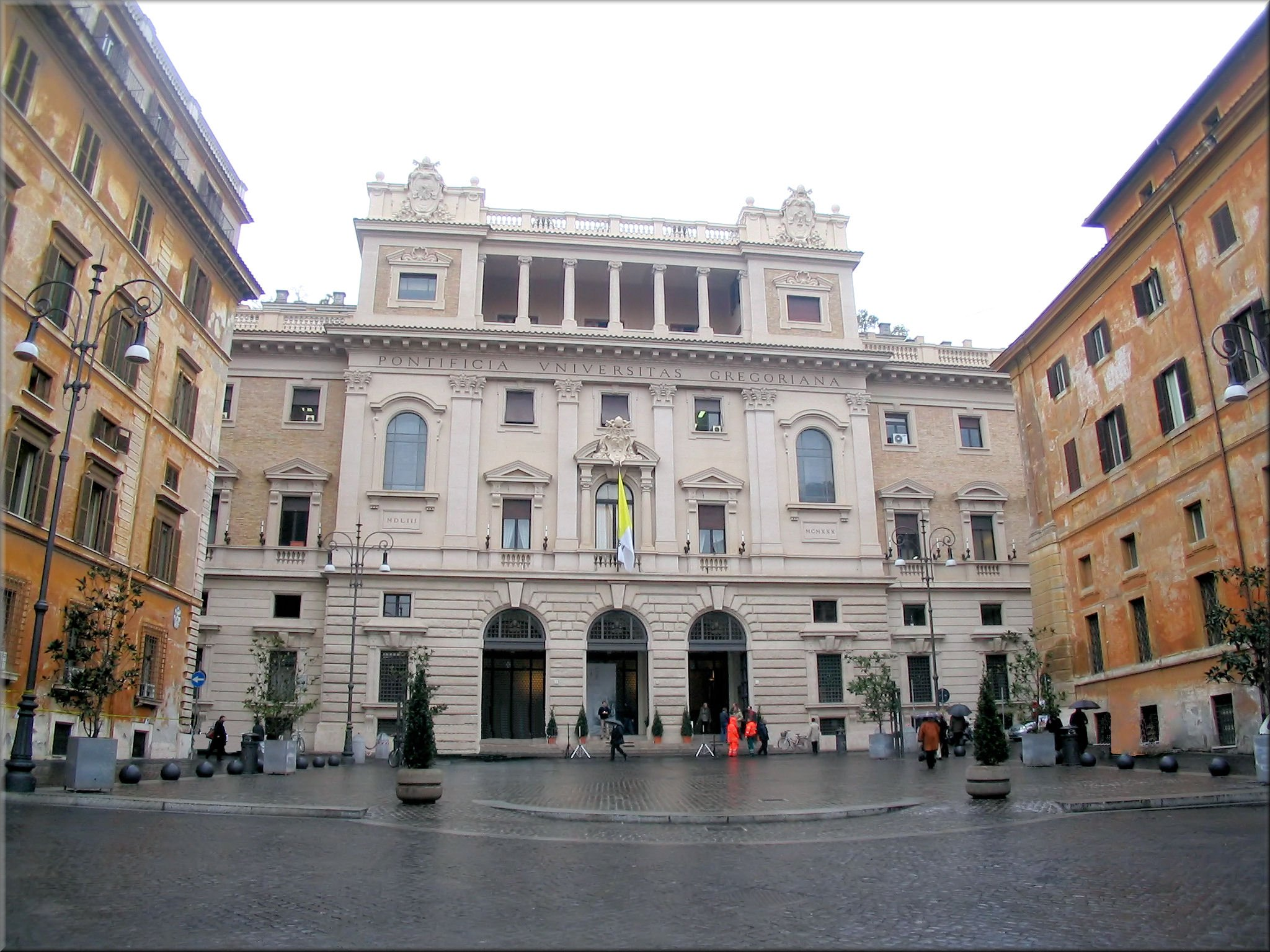
Pontificia Universidad Gregoriana de Roma, donde José María Cabodevilla estudió Teología.

José María Cabodevilla nació en Tafalla (Navarra) el 18 de marzo de 1928. Estudió en el seminario de Pamplona, ampliando después sus estudios en la Universidad Pontificia Comillas (España) y en la Pontificia Universidad Gregoriana de Roma, donde obtuvo la licenciatura en Teología. Fue en la Universidad Gregoriana de Roma donde formó parte del grupo que acompañó el lanzamiento de la revista poética «Estría», dirigida por José María Javierre y en la cual colaboraron escritores como Antonio Montero y José Luis Martín Descalzo, el biblista Luis Alonso Schökel, el P. Joaquín Luis Ortega (después director de la Biblioteca de Autores Cristianos), y luego el poeta y ensayista José María Valverde. Ese grupo parecía intuir que los medios de comunicación estaban llamados a sustituir al magisterio de la Iglesia en la formación espiritual de las masas y que, por lo tanto, el periodismo era el sacerdocio de la modernidad.

### Ordenación sacerdotal y su labor como escritor
Cabodevilla fue ordenado sacerdote el 19 de marzo de 1952 en Roma, tras lo cual retornó a Navarra para hacerse cargo de la parroquia «Oroz-Betelu». Más tarde se trasladó a Zaragoza, donde fue profesor del Seminario.
Si bien Cabodevilla fue un recordado profesor, director de grupos matrimoniales y de tandas de ejercicios espirituales, su labor como escritor fue por lejos la más reconocida en el mundo de habla hispana. Joaquín Luis Ortega, director de la Biblioteca de Autores Cristianos, sostuvo que Cabodevilla logró crear «su parroquia de papel, que le era tan fiel como lo es él con sus lectores». Sin dudas, fue uno de los mejores escritores españoles que contribuyó a la literatura cristiana postconciliar. Su obra consta en esencia de treinta y cinco libros. Resulta difícil el recuento exacto de la cantidad de ejemplares vendidos, pero ya en abril de 1970, cuando sólo llevaba 15 años de escritor, consta que su obra sobrepasaba los 300.000 ejemplares (dato suministrado por la editorial BAC en la solapa del libro La Impaciencia de Job).
Desde 1964 residió en Madrid, nombrado capellán del entonces «Colegio Mayor Paula Montal», conocido hoy como «Colegio La Inmaculada» de las Escolapias (calle Navalperal, 9, en Madrid).

### Reconocimientos
Sentía muy poca afición por los honores humanos, y así se negó invariablemente a ser propuesto como académico de la Real Academia Española. Joaquín L. Ortega señaló: «Su pertinaz alejamiento de los circuitos de la notoriedad, su sabio y recatado retiro, la modestia de su vida (tanto que algunos se preguntaban si vivía todavía), su celoso servicio de cuarenta años a las Hermanas Escolapias, le han alejado de ser un escritor de relumbrón, y quizá de ocupar un sillón en la Real Academia de la Lengua  [sic] que otros –aunque no él– veíamos como el lugar que le correspondía.»
Entre los reconocimientos que tuvo José María Cabodevilla se encuentra el Premio «Bravo Especial» que le concedió la Comisión Episcopal de Medios de Comunicación Social en 1993. Además, fue votado para el Premio Nacional de Literatura de Ensayo Cultural "Menéndez y Pelayo" 1960 por su libro Hombre y mujer. Por el manejo de las paradojas y la sutileza de su expresión escrita, fue calificado como el «Chesterton español».

### Sus últimos años y su personalidad
Quizá el mejor retrato de su personalidad venga dado por uno de los miembros de la comunidad de escolapias, que así recordó su figura:

«La comunidad tiene que agradecer a Dios el haber tenido tanto tiempo un capellán de lujo. Su trato era tan discreto que, a veces, podía parecer distante y que interpretamos como un celo grande por mantener su intimidad y el deseo de no interferir en la marcha de la comunidad. A pesar de esto, todas nuestras cosas le interesaban, y nos preguntaba con solicitud. [...] Vivía con un horario estricto, le gustaba madrugar; por él, la misa de cada día podía ser cuanto más temprano mejor, pero respetaba nuestros horarios, y en vacaciones accedía a retrasar un poco la Eucaristía. Era austero, sus instrumentos de trabajo consistían en una máquina de escribir, casi del primer modelo, y unos cabitos de lápices difíciles de coger. Se resistía a cambiar las cosas deterioradas por el uso. No era amante de la técnica, nunca quiso ordenador, ni teléfonos móviles. No admitía regalos por ningún motivo. Su vida puede considerarse casi eremítica, sobre todo en sus últimos años. Pasaba gran parte del día en su casa, escribiendo, leyendo o reflexionando. Fue un hombre profundo, como lo demuestran sus libros, de fe arraigada. Con sincera devoción a la Virgen María. Estando ya enfermo, le acompañé en la ambulancia que lo trasladaba. Me preguntó por dónde íbamos, y, al decirle que pasábamos por la catedral de La Almudena, me pidió que rezáramos el tercer misterio glorioso. Cuando mejor hemos conocido a don José María ha sido al enfermar. Los dos o tres últimos años le hemos visto deteriorarse poco a poco. Primero sufrió intensos dolores de huesos, a veces casi insoportables. Tuvo pequeñas mejorías y empeoramientos repentinos. Progresivamente se iba identificando con el proyecto de Dios. Cuando le llevamos por última vez a la clínica del Rosario, dijo: «¡Qué querrá Dios de todo esto! –y también– ¡Que en ningún momento me oponga al designio de Dios!» Estaba en paz y abandonado a la voluntad de Dios, se le veía más distendido, más propicio a exteriorizar sus sentimientos a las personas que le acompañaban. Fueron momentos de intensa emoción.»
Carmen Almiñana

Luego de una prolongada itinerancia hospitalaria, José María Cabodevilla falleció el 17 de febrero de 2003, víctima de una embolia pulmonar, en el Hogar Sacerdotal de San Pedro adonde se había mudado hacía apenas unos días. Fue enterrado en la Sacramental de San Justo en la mañana siguiente, tras una misa en su memoria celebrada por un antiguo compañero literario suyo en la revista «Estría» y ahora arzobispo emérito de Mérida-Badajoz, monseñor Antonio Montero.

## Su repercusión como escritor
José María Cabodevilla siempre comentó que, para él, el sacerdocio era el centro y la literatura un medio para alcanzar el fin. Pero el crítico literario y escritor Manuel Iribarren Paternainen señaló de Cabodevilla: «Maestro consumado del lenguaje, con un estilo ágil, lozano y jugoso, irónico a veces, juega con el vocablo un poco a lo transformista, a lo prestidigitador, y prodiga las metáforas y giros nuevos con gracia y eficacia»
En 2005, la escritora española Mercedes Salisachs, ganadora de los premios Planeta (1975), Ciudad de Barcelona (1976), Ateneo de Sevilla (1983), Fernando Lara (2004) y del Premio Alfonso X El Sabio a la Novela Histórica (2009) dijo: «Actualmente considero que el mejor escritor que ha tenido España en el siglo XX es José María Cabodevilla. Murió hace dos años pero, aunque pocos han saboreado su lectura, a mi juicio ningún escritor actual lo ha superado.»
Luis Alonso Schökel refirió a Cabodevilla como heredero moderno de los clásicos españoles y caracterizó su estilo.

Cuando recitamos la lista de nuestros clásicos, suenan en primer lugar también estos nombres: santa Teresa de Jesús, san Juan de la Cruz, san Juan de Ávila, fray Luis de León, fray Luis de Granada, fray Alonso de Cabrera, fray Gabriel Téllez; en la ronda siguiente tenemos que citar a los presbíteros Calderón de la Barca y Argensola y al jesuita Gracián. [...] Al terminar la lista preguntamos: ¿no han tenido algún heredero moderno? Dos se destacan sin discusión: José Luis Martín Descalzo y José María Cabodevilla. [...] Para el tema de este capítulo, que es el estilo, yo escojo entre los actuales a José María Cabodevilla. Por su prosa levemente gracianesca: de corte conceptista, con tendencia al aforismo, rica de referencias culturales [...]

Sus aforismos recibieron una recensión positiva.

## Ejemplos de su pensamiento y estilo

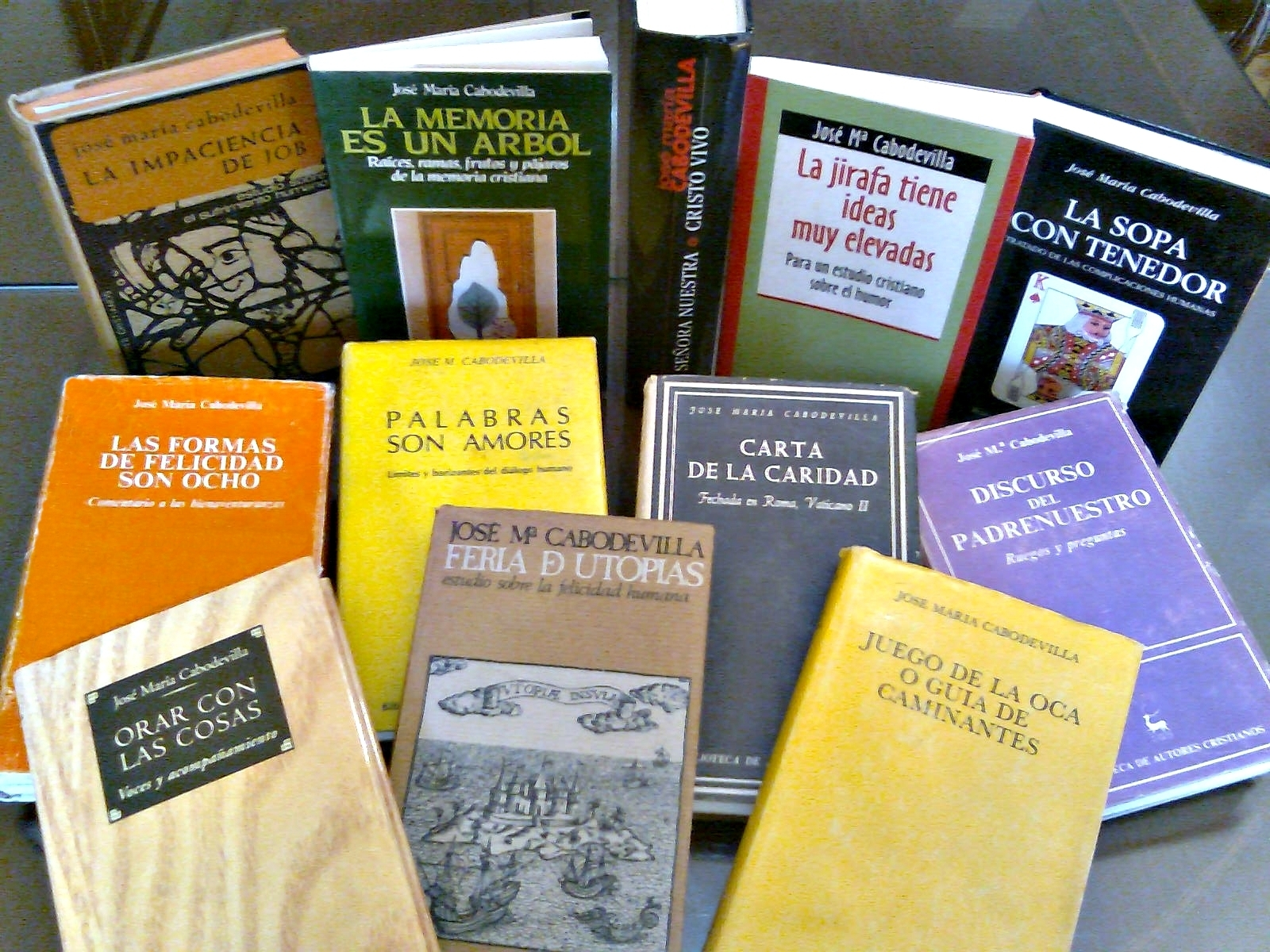
José María Cabodevilla publicó más de 30 obras de espiritualidad.

Es notable en todos los escritos de Cabodevilla el manejo de las paradojas, destacando la aquiescencia con que se afirma aquello que parece por demás normal y corriente, sin pensarlo ni meditarlo a fondo. Por ejemplo:

Decimos: las bienaventuranzas son ocho. Pero lo decimos de memoria, igual que si dijéramos, los pronombres personales son seis. Las bienaventuranzas son ocho. Pero lo decimos con la misma irresponsabilidad con que decimos todo aquello que no podemos comprobar personalmente: los satélites de Saturno son nueve. Las bienaventuranzas son ocho. Pero lo decimos con el mismo desinterés con que solemos referirnos a cuanto nos es indiferente: los afluentes del Mississippi son ochenta.
José María Cabodevilla, Las formas de felicidad son ocho

Un ejemplo típico de su manejo de la paradoja se registra en su comentario sobre la existencia o no del «cielo»:

Imaginemos que no existe el cielo. Imaginemos que se ha llegado a averiguar, con toda certidumbre, que no hay una vida ultraterrena, que no hay premio ni castigo. ¿Qué ocurriría? Las religiones se convertirían en un curioso tema de arqueología, el estamento eclesiástico pasaría en masa a engrosar las listas del paro, la llamada moral civil quedaría, a la vez que exaltada, reducida a un simple código de circulación. Pero me pregunto sobre todo qué ocurriría en el fondo del corazón humano, en mi propia alma, que pensaría yo, que sentiría yo.

Si en mí hubiese prevalecido hasta ahora el temor, yo experimentaría lógicamente una gran sensación de libertad. Al lado de esta sensación tan gratificante, la decepción que pudiera sentir por haber hecho en vano algún que otro sacrificio, alguna que otra renuncia [...] ¡No hay nada después de la muerte! «Por consiguiente, todo está permitido».
En cambio, si era el amor lo que en mí predominaba, mi reacción sería completamente distinta: la mitad de mi vida perdería su sentido y la otra mitad perdería casi todo su interés.

Ciertamente, aun en la hipótesis de que no hubiera nada al otro lado, cabe decir que siempre habrá un cielo y un infierno, si bien con efectos contrarios a los previstos: el cielo consistiría precisamente en la inexistencia del infierno y el infierno en la inexistencia del cielo.
José María Cabodevilla, El cielo en palabras terrenas

Entre los muchos ejemplos de la sutileza que caracteriza los escritos de Cabodevilla, puede citarse el siguiente ejemplo tomado de uno de sus ensayos:

Mucho se nos ha repetido que la anarquía no es democracia ni el libertinaje es libertad; pero haría falta también repetir con la misma insistencia que tampoco la legalidad es derecho ni el orden es paz. [...] la paz significa mucho más que la ausencia de guerra. Se trata de un valor positivo; por lo tanto es la guerra la que debe definirse a partir de la paz, y no al revés. Esta inversión lamentable daña también el concepto de no-violencia, expresión que, por negativa, algunos de sus partidarios han abandonado ya. [...] Luther King murió por la justicia renunciando a toda violencia, Camilo Torres murió por el mismo ideal con las armas en la mano; lo que importa no es lo que los distingue, sino lo que los identifica, de la misma manera que Goya y Picasso nos gustan no por lo que tienen de diferente, sino por lo que tienen de parecido, es decir, por lo que ambos tienen de genial. También, cuando se trata de la colaboración de creyentes y no creyentes en la lucha por un mundo nuevo, lo que importa es precisamente lo que unos y otros tienen de común. En «Barjona» cuenta Sartre la huida de Jesús a Egipto, introduciendo en su relato a un bandolero valeroso que muere batiéndose contra los soldados de Herodes para salvar la vida del Niño. Lo que importa es aquello que unifica los comportamientos de Barjona y de José de Nazaret, ya que la lucha armada de aquél no fue menos necesaria que los pacíficos cuidados de éste para conseguir que Jesús sobreviviera. La raya de separación, pues, no hay que establecerla entre creyentes e incrédulos, sino entre explotadores y explotados, raya que pasa por medio de las Iglesias lo mismo que por medio de las naciones.
José María Cabodevilla, Feria de utopías

En una serie de irónicas alusiones al «Gran Inquisidor» que ejercía su paternal tiranía sobre sus súbditos para conservar la perfección utópica, José Luis Calvo Carilla interpretó que Cabodevilla dejaba deslizar de forma subrepticia algunos guiños a la situación política española de 1974.

«Los hombres son rebeldes, los hombres son levantiscos», dice el tirano, y aplica al país un régimen duro.
«Los hombres son débiles, los hombres son propensos al desaliento», dice el Gran Inquisidor, y asume él solo la pesada carga de gobernar y decidir.
«Los hombres son felices, los hombres han llegado por fin a la edad adulta», dice quien ordena y manda en el quinto reino de Utopía. Quiere decir que sus súbditos ya sólo pueden elegir bien, sólo pueden elegir lo mejor, necesariamente lo mejor; por tanto, no tendría ningún sentido darles ocasión de ejercer su libertad.
Así dice el tirano, así dice el Inquisidor, así dice el príncipe de la Isla. [...]
José María Cabodevilla, Feria de utopías

El filósofo Carlos Díaz señaló la «agudeza» de José María Cabodevilla.

## Su obra literaria
Las obras de José María Cabodevilla son las siguientes:
- San Josecho a lápiz: Treinta láminas de una parroquia rural (Barcelona: Juan Flors, 1955)

- Señora Nuestra: El misterio del hombre a la luz del misterio de María (Madrid: Biblioteca de Autores Cristianos, 1956, 1963 y 1975)

- Domund (Madrid: PPC, 1957 y 1959)

- Al pie de la torre (Madrid: Propaganda Popular Católica, 1957, 1960)

- Los artículos desarticulados (Barcelona: Juan Flors, 1958 y Madrid: Taurus, 1958, 1959 y 1969)

- Ecce Homo (Salamanca: Ediciones Sígueme, 1960 y 1964)

- Hombre y mujer: Estudio sobre el matrimonio y el amor humano (Madrid: Biblioteca de Autores Cristianos, 1960, 1962, 1965, 1968 y 1974)

- Sábado: oración de la esperanza (Barcelona: Altés, 1961 y 1964)

- Cristo vivo: vida de Cristo y vida cristiana (Madrid: Biblioteca de Autores Cristianos, 1963, 1964, 1965, 1970 y 1977)

- El padre del hijo pródigo (Salamanca: Ediciones Sígueme, 1964, 1966 y 1982; Madrid: Biblioteca de Autores Cristianos, 1999)

- Carta de la caridad. Fechada en Roma, Vaticano II (Madrid: Biblioteca de Autores Cristianos, 1966, 1967 y 1979)

- 32 de diciembre: la muerte y después de la muerte (Madrid: Biblioteca de Autores Cristianos, 1966, 1969 y 1982)

- La impaciencia de Job: Estudio sobre el sufrimiento humano (Madrid: Biblioteca de Autores Cristianos, 1967 y 1970)

- Santa María de cada día (Alcoy: Marfil, 1968)

- Aún es posible la alegría (Madrid: Taurus, 1969)

- El pato apresurado o apología de los hombres (Madrid: Biblioteca de Autores Cristianos, 1970 y 1971)

- Discurso del padrenuestro: ruegos y preguntas (Madrid: Biblioteca de Autores Cristianos, 1971 y 1986)

- El libro de las manos. Relación de los siete montes de la mano o noticia general de todos sus méritos, trabajos y vanidades (Madrid: Biblioteca de Autores Cristianos, 1973)

- Feria de utopías: estudio sobre la felicidad humana ( Madrid: Biblioteca de Autores Cristianos, 1974)

- Carta abierta a un Sr. Obispo ( Madrid: Edic. 99, 1974)

- La cucaña de la libertad (Salamanca: Ediciones Sígueme, 1977)

- El demonio retórico (Salamanca: Ediciones Sígueme, 1978)

- Palabras son amores: límites y horizontes del diálogo humano (Madrid: Biblioteca de Autores Cristianos, 1980)

- Consolación de la brevedad de la vida (Madrid: Biblioteca de Autores Cristianos, 1982)

- Las formas de felicidad son ocho: comentario a las bienaventuranzas (Madrid: Biblioteca de Autores Cristianos, 1984)

- Juego de la oca o guía de caminantes (Madrid: Biblioteca de Autores Cristianos, 1986)

- La jirafa tiene ideas muy elevadas: para un estudio cristiano sobre el humor (Madrid: Ediciones Paulinas, 1989, 1989 y 1997)

- El cielo en las palabras terrenas (Madrid: Ediciones Paulinas, 1990)

- En casa: nueva mística del hogar (Madrid, Ediciones Paulinas, 1992)

- La memoria es un árbol: raíces, ramas, frutos y pájaros de la memoria cristiana (Madrid: Ediciones Paulinas, 1993)

- Hacerse como niños: necesidad para los sabios y escándalo para los justos (Madrid: Biblioteca de Autores Cristianos, 1994)

- La letanía del grillo: informe sobre la especie humana que los demás animales presentan ante Dios (Madrid: Espasa-Calpe, 1996)

- 365 nombres de Cristo (Madrid: Biblioteca de Autores Cristianos, 1997)

- La sopa con tenedor (Madrid: Biblioteca de Autores Cristianos, 2001)

- Orar con las cosas: voces y acompañamiento (Madrid: Biblioteca de Autores Cristianos, 2003)